# OFK Sliwen 2000
OFK Sliwen 2000 – bułgarski klub piłkarski powstały w lutym 2000 roku w miejsce zbankrutowanego FK Sliwen. Jest kontynuatorem tradycji założonego w 1914 roku Sportistu Sliwen, który od tamtego czasu kilkanaście razy zmieniał swoją nazwę.
Klub po drugiej wojnie światowej przez dziesięć lat grał w II lidze. W ekstraklasie zadebiutował w 1964 roku, ale zarówno ten, jak i kolejny występ w najwyższej klasie rozgrywkowej (w sezonie 1967–1968), nie trwał długo (za pierwszym razem dwa sezony, za drugim - jeden).
Na dłużej Sliwen zagościł na pierwszoligowych boiskach w 1974 roku. Sezon 1974-1975 był pierwszym z dwudziestu dwu, jakie klub spędził w ekstraklasie, ani razu nie spadając do Grupy B. I chociaż zazwyczaj musiał walczyć o utrzymanie, to dwukrotnie udało mu się pozytywnie zaskoczyć swoich kibiców. W rozgrywkach 1983-1984 zajął trzecie miejsce, a w 1990 roku, po zwycięstwie 2:0 nad CSKA Sofia, wygrał Puchar kraju i dzięki temu po raz pierwszy w historii reprezentował Bułgarię w rozgrywkach międzynarodowych. W Pucharze Zdobywców Pucharów uległ w dwumeczu Juventusowi (0:2 i 1:6). W drużynie z początku lat 90. grał Jordan Leczkow, najsłynniejszy piłkarz ze Sliwenu i obecny prezes klubu.
Przygoda z I ligą skończyła się w 1993 roku. Od tamtej pory odeszli najlepsi piłkarze, klub stracił płynność finansową, w pewnym momencie zawitał nawet do III ligi. W Grupie B występuje od sezonu 2005-2006.

## Sukcesy
- Puchar Bułgarii
  - zwycięstwo (1):  1990

## Europejskie puchary
Legenda do wszystkich tabel:
- Q – runda eliminacyjna, 1/16, 1/8, 1/4, 1/2 – odpowiednia faza rozgrywek, Grupa – runda grupowa, 1r gr – pierwsza runda grupowa, 2r gr – druga runda grupowa, F – finał, R – runda, PO – play-off
- k. – rzuty karne, los. – losowanie, Dogr. – dogrywka, w. – zasada bramek strzelonych na wyjeździe

| Sezon   | Rozgrywki                 | Runda | Klub           | Dom | Wyjazd | Ogólnie |
| ------- | ------------------------- | ----- | -------------- | --- | ------ | ------- |
| 1983/84 | Puchar UEFA               | 1R    | FK Željezničar | 1–0 | 1–5    | 2–5     |
| 1990/91 | Puchar Zdobywców Pucharów | 1R    | Juventus F.C.  | 0–2 | 1–6    | 1–8     |

## Stadion
Stadion Hadżiego Dimityra w Sliwenie może pomieścić 15 tysięcy widzów. Patronem obiektu jest XIX-wieczny bojownik o niepodległość Bułgarii.